# Notomulciber carpentariae
Notomulciber carpentariae är en skalbaggsart som beskrevs av Blackburn 1894. Notomulciber carpentariae ingår i släktet Notomulciber och familjen långhorningar. Inga underarter finns listade i Catalogue of Life.